# Ikanogavialis
Ikanogavialis — вимерлий рід гавіалових крокодилоподібних. Скам'янілості були знайдені у формації Урумако в Урумако, Венесуела, і у формації Солімоес у Бразилії. Шари, з яких знайдено останки, мають вік пізній міоцен, а не пліоцен, як колись вважалося. Можливий представник цього роду дожив до пізнього голоцену на острові Муюа або Вудларк у Папуа Новій Гвінеї, хоча низька якість збереженого матеріалу ускладнює визначення I. papuensis. Ikanogavialis, можливо, жили в прибережному палеосередовищі разом з іншими гавіалідами, такими як Gryposuchus. Шари формації Урумако були відкладені як в морських, так і в річкових умовах, хоча неясно, до якої частини належать обидва роди.